# Michala Kvapilová
Michala Kvapilová (Ostrava, 8 febbraio 1990) è una giocatrice di beach volley ceca.

## Palmarès

### Europei
- 1 medaglia:
  - 1 argento (Jūrmala 2017)